# Río Curuá

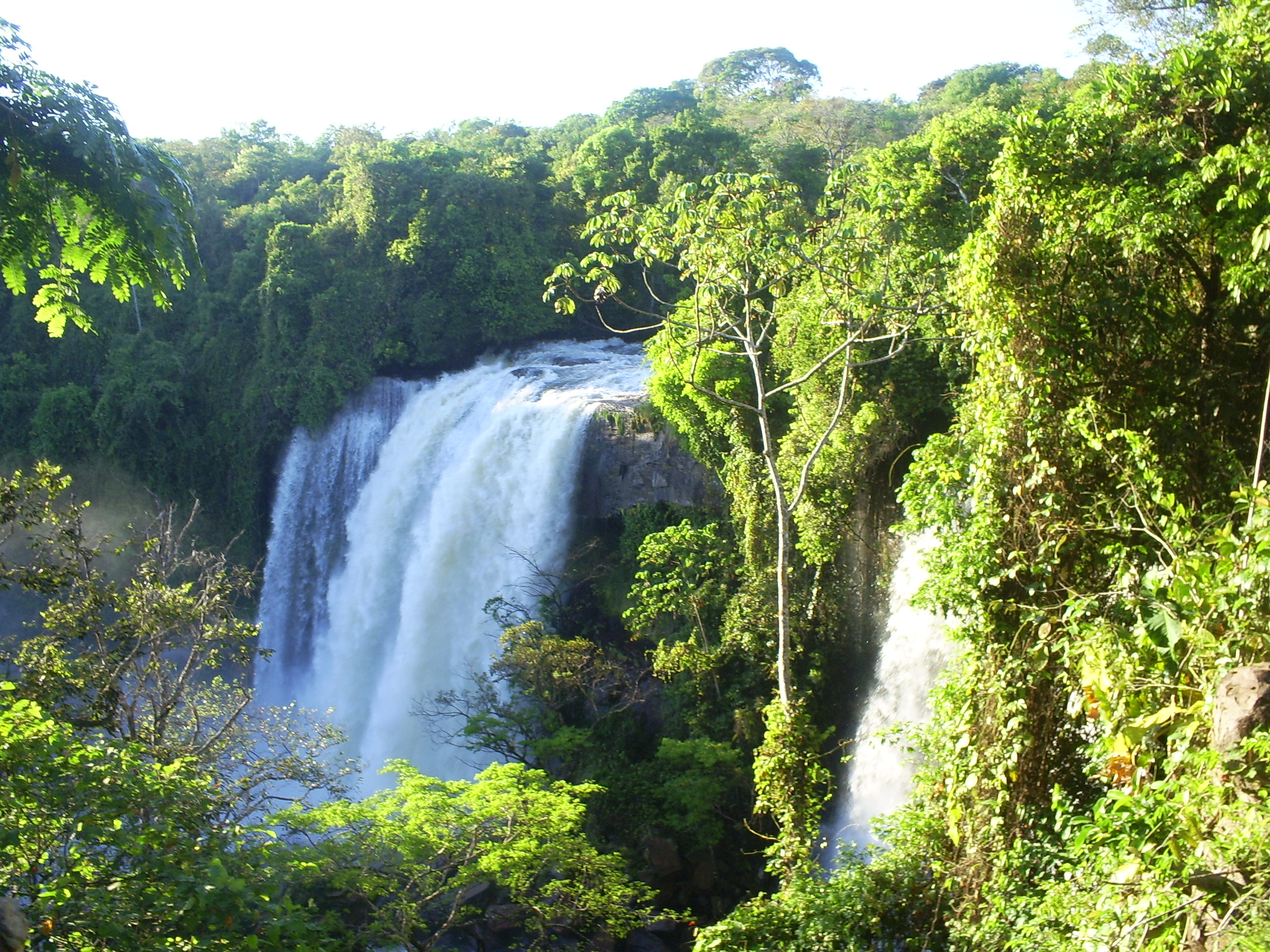
Una vista de las cataratas del Curuá

El río Curuá es un río amazónico brasileño que atraviesa el estado de Pará.
Nace en la serra do Cachimbo y desemboca en el río Iriri por su margen izquierda. Tiene una longitud de 470 km (otras fuentes hablan de 530 km) y sus principales afluentes son los ríos Igarapé do Baú y Curuaés.
El río pasa cerca del Áreas Indígena de Mekragotri, delimitada entre los ríos Baú y Curuaés.